# Tikamp (atletik)
Tikamp er en mangekamp indeholdende en kombination af ti af atletikkens discipliner, hvori de enkelte præstationer belønnes med et tilsvarende antal point.
Øvelserækkefølgen i en tikamp er:
- Dag 1:
  - 100 meter løb
  - Længdespring
  - Kuglestød
  - Højdespring
  - 400 meter løb
- Dag 2:
  - 110 meter hækkeløb
  - Diskoskast
  - Stangspring
  - Spydkast
  - 1500 meter løb

Tikamp kræver udover en bred teknisk kunnen og en velfunderet fysik også stor mental udholdenhed, da konkurrencerne som regel er ganske langvarige.

## Pointsystem
| Gren          | a       | b    | c    |
| 100 meter     | 25,4347 | 18,0 | 1,81 |
| 400 meter     | 1,53775 | 82   | 1,81 |
| 1500 meter    | 0,03768 | 480  | 1,85 |
| 110 meter hæk | 5,74352 | 28,5 | 1,92 |
| Højdespring   | 0,8465  | 75,0 | 1,42 |
| Stangspring   | 0,2797  | 100  | 1,35 |
| Længdespring  | 0,14354 | 220  | 1,40 |
| Kuglestød     | 51,39   | 1,50 | 1,05 |
| Diskoskast    | 12,91   | 4,0  | 1,1  |
| Spydkast      | 10,14   | 7,0  | 1,08 |

Pointsystemet udvikledes af Dr Karl Ulbrich. Øvelserne deles ind i tre grupper, hvor pointene beregnes efter følgende formler:
Løbeøvelser (100 meter; 400 meter; 1500 meter; og 110 meter hæk): 
{\displaystyle P=a\cdot (b-T)^{c}}
Springøvelser (Højdespring; Stangspring og Længdespring):
{\displaystyle P=a\cdot (M-b)^{c}}
Kasteøvelser (Kuglestød; Diskoskast og Spydkast): 
{\displaystyle P=a\cdot (D-b)^{c}}
, hvor P er point, T er tid i sekunder, M er højde/længde i centimeter og D er længde i meter. Konstanterne a, b, c har forskellige værdier i de forskellige øvelser. (se tabel)
Ved manuel tidtagning i løbeøvelserne skal tiderne korrigeres på følgende måde:

100 meter og 110 meter hæk: +0,24 sekunder

400 meter : +0,14 sekunder

## Pointtabel
- Pointtabel (engelsk)